# Pays d'Auge

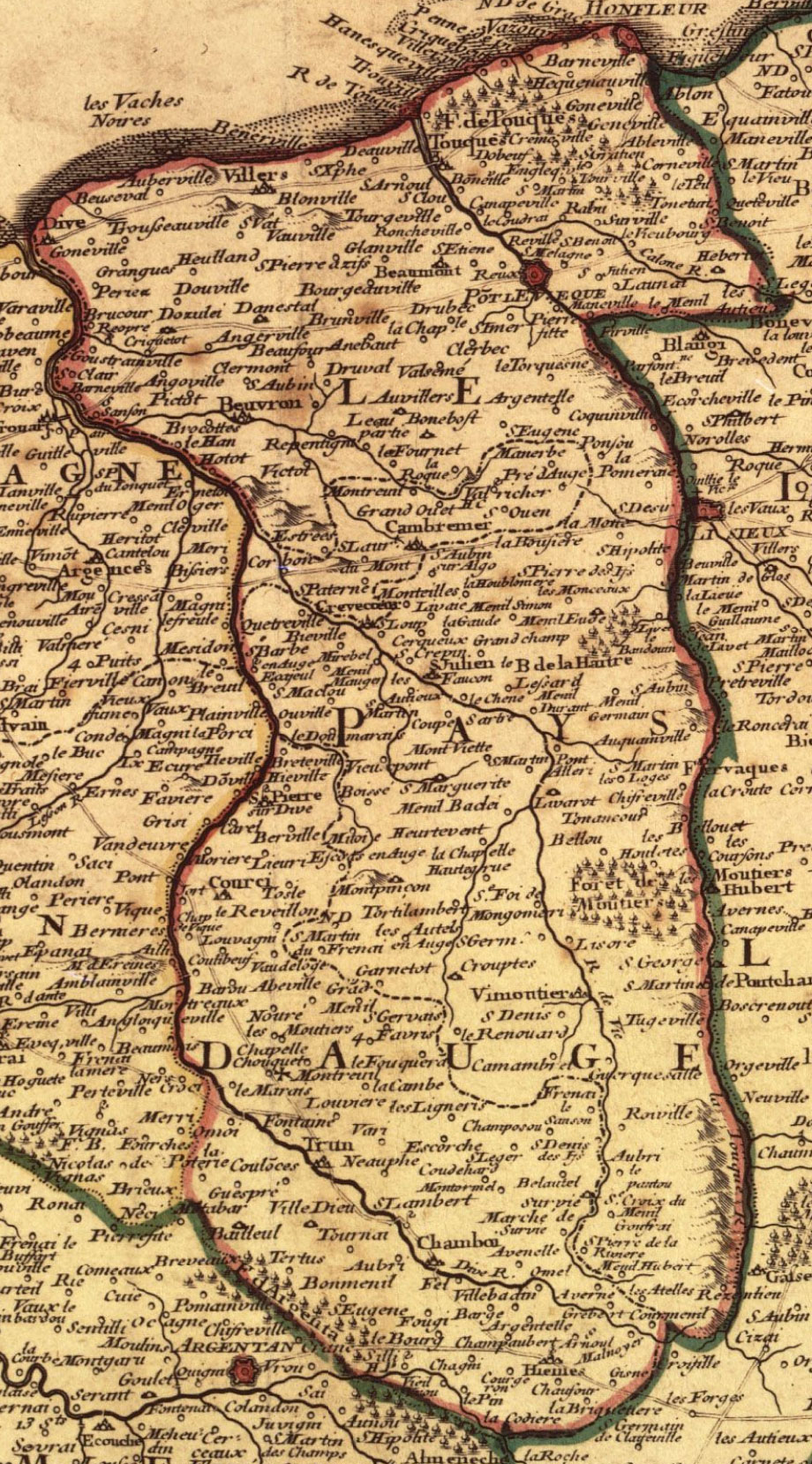
Kaart Pays d'Auge (1716)

Het Pays d'Auge is een streek in de Franse regio Normandië. Ze ligt in de departementen Calvados, Orne en een klein deel in Eure.
De streek wordt begrensd door de rivieren Touques in het oosten, Dives in het westen, de kust (Côte Fleurie) in het noorden en de heuvels van Argentan in het zuiden. Enkele bekende plaatsen in het gebied zijn Lisieux, Honfleur, Trouville-sur-Mer en Deauville.
Het Pays d'Auge geldt als typisch Normandische streek, met de bekende Normandische streekproducten als camembert, cider en calvados. Uit de streek komen ook kazen met een AOC (Appellation d'Origine Contrôlée): de Livarot en de Pont-l'Évêque.

## Geschiedenis
De naam duikt vanaf de 9de eeuw op als Algia. Vanaf de 11de eeuw vindt met Alge, wat evolueerde naar Auge.
Onder het ancien régime behoorde het Pays d'Auge tot de provincie Normandië. Na de revolutie werd het gebied ingedeeld bij de nieuwe departementen Calvados, Orne en Eure.

## Toponiemen
De naam Auge wordt verwezen in de naam van verschillende (voormalige) gemeenten en plaatsen in de streek.
In het departement Calvados:
Barou-en-Auge,
Beaumont-en-Auge,
Beuvron-en-Auge,
Biéville-en-Auge,
Le Breuil-en-Auge,
Castillon-en-Auge,
Crèvecœur-en-Auge,
Cricqueville-en-Auge,
Douville-en-Auge,
Englesqueville-en-Auge,
Gonneville-en-Auge,
Hotot-en-Auge,
Méry-Bissières-en-Auge,
Montreuil-en-Auge,
Les Moutiers-en-Auge,
Norrey-en-Auge,
Percy-en-Auge,
Périers-en-Auge,
Pierrefitte-en-Auge,
Putot-en-Auge,
Saint-Georges-en-Auge,
Saint-Pierre-en-Auge,
Saint-Vaast-en-Auge,
Le Theil-en-Auge,
Tourville-en-Auge,
Victot-en-Auge en
Vieux-Pont-en-Auge.
In het departement Oise:
Louvières-en-Auge en
Sap-en-Auge.